# In Your House
In Your House – cykl gal profesjonalnego wrestlingu produkowanych przez World Wrestling Federation (WWF, obecne WWE) i nadawanych na żywo w systemie pay-per-view od maja 1995 do kwietnia 1999, a następnie od 2020 do 2022 roku, dla brandu NXT.
Oryginalnym konceptem było to, że w miesiącach kiedy WWF nie organizowało jednej z ważniejszych gal PPV (Royal Rumble, WrestleManii, King of the Ring, SummerSlam i Survivor Series, które w tamtym czasie trwały trzy godziny i wykupienie kosztowało $29,95), federacja oferowała dwugodzinną galę, która kosztowała 14,95 dolarów. Cena wzrosła do 19,95 począwszy od gali In Your House 5 z grudnia 1995. WWF postanowiło to zrobić jako odpowiedź na ruch ze strony konkurencyjnego World Championship Wrestling (WCW), które również zaczęło organizować więcej gal PPV (w 1995 dziewięć gal, w 1996 dziesięć i 1997 co miesiąc). Zaczynając od września 1997 WWF poszerzyło czas trwania do trzech godzin, wyrównując do czasu trwania reszty ważnych gal PPV.
WWF zrezygnowało z nazewnictwa In Your House dla comiesięcznych gal w kwietniu 1999 na rzecz rozpoczęcia nowych cyklów gal organizowanych w poszczególnych miesiącach. Podobny zabieg w nazewnictwu gal rozpoczęto w 2014 w związku z rozpoczęciem cyklu NXT TakeOver i dodawaniu dla nich podtytułów.

## Historia
Pierwsze gale były przez federację nieoficjalnie numerowane, lecz po uruchomieniu WWE 24/7 Classics on Demand dodano podtytuły galom – „In Your House: Premiere”, „In Your House 2: The Lumberjacks”, „In Your House 3: Triple Header”, również według miejsca („In Your House 4: Great White North”), według pory roku („In Your House 5: Seasons Beatings”) i „In Your House 6: Rage in the Cage”. Pierwszą galą z podtytułem było „In Your House 7: Good Friends, Better Enemies” odnoszące się do walki wieczoru Shawna Michaelsa z Dieslem). Od września 1997 podtytuły stały się głównymi nazwami gal i dodawano do nich podtytuł „In Your House”, przykładowo „Ground Zero: In Your House”, które jednocześnie było pierwszą trzygodzinną galą z cyklu. Po zakończeniu cyklu w lutym 1999 gale takie jak Judgment Day czy Unforgiven otrzymały własne cykle.
Podczas pierwszej gali In Your House federacja podarowała nowy dom w Orlando we Florydzie losowo wybranemu fanowi. Był on stylizowany na scenografii gal od maja 1995 do października 1997.

## Lista gal
|  | Gala brandu NXT |

| Nr. | Gala                                                           | Lokalizacja                           | Arena                            | Walka wieczoru |
| --- | -------------------------------------------------------------- | ------------------------------------- | -------------------------------- | --- |
| 1.  | In Your House 1 14 maja 1995                                   | Syracuse, Nowy Jork                   | Onondaga War Memorial            | Diesel (c) vs. Sycho Sid Singles match o WWF Championship |
| 2.  | In Your House 2 23 lipca 1995                                  | Nashville, Tennessee                  | Nashville Municipal Auditorium   | Diesel (c) vs. Sycho Sid Lumberjack match o WWF Championship |
| 3.  | In Your House 3 24 września 1995                               | Saginaw, Michigan                     | Saginaw Civic Center             | Diesel i Shawn Michaels vs. Yokozuna i The British Bulldog Tag team match o WWF Tag Team Championship, WWF Championship i WWF Intercontinental Championship                                                  |
| 4.  | In Your House 4 22 października 1995                           | Winnipeg, Manitoba                    | Winnipeg Arena                   | Diesel (c) vs. The British Bulldog Singles match o WWF Championship |
| 5.  | In Your House 5 17 grudnia 1995                                | Hershey, Pensylwania                  | Hersheypark Arena                | Bret Hart (c) vs. The British Bulldog Singles match o WWF Championship |
| 6.  | In Your House 6 18 lutego 1996                                 | Louisville, Kentucky                  | Louisville Gardens               | Bret Hart (c) vs. Diesel Steel Cage match o WWF Championship |
| 7.  | In Your House 7: Good Friends, Better Enemies 28 kwietnia 1996 | Omaha, Nebraska                       | Omaha Civic Auditorium           | Shawn Michaels (c) vs. Diesel No Holds Barred match o WWF Championship |
| 8.  | In Your House 8: Beware of Dog 26 maja 1996                    | Florence, Karolina Południowa         | Florence Civic Center            | Shawn Michaels vs. The British Bulldog Singles match o WWF Championship |
| 8.  | In Your House 8: Beware of Dog 2 28 maja 1996                  | North Charleston, Karolina Południowa | North Charleston Coliseum        | Goldust (c) vs. The Undertaker Casket match o WWF Intercontinental Championship |
| 9.  | In Your House 9: International Incident 21 lipca 1996          | Vancouver, Kolumbia Brytyjska         | General Motors Place             | Camp Cornette (Vader, Owen Hart i The British Bulldog) vs. The People’s Posse (Shawn Michaels, Sycho Sid i Ahmed Johnson)                                                                                    |
| 10. | In Your House 10: Mind Games 22 września 1996                  | Filadelfia, Pensylwania               | CoreStates Center                | Shawn Michaels (c) vs. Mankind Singles match o WWF Championship |
| 11. | In Your House 11: Buried Alive 20 października 1996            | Indianapolis, Indiana                 | Market Square Arena              | The Undertaker vs. Mankind Buried Alive match |
| 12. | In Your House 12: It's Time 15 grudnia 1996                    | West Palm Beach, Floryda              | West Palm Beach Auditorium       | Sycho Sid (c) vs. Bret Hart Singles match o WWF Championship |
| 13. | In Your House 13: Final Four 16 lutego 1997                    | Chattanooga, Tennessee                | UTC Arena                        | Bret Hart vs. Stone Cold Steve Austin vs. Vader vs. The Undertaker Four Corners Elimination match o zawieszony WWF Championship                                                                              |
| 14. | In Your House 14: Revenge of the ’Taker 20 kwietnia 1997       | Rochester, Nowy Jork                  | Rochester Community War Memorial | Stone Cold Steve Austin vs. Bret Hart Singles match |
| 15. | In Your House 15: A Cold Day in Hell 11 maja 1997              | Richmond, Wirginia                    | Richmond Coliseum                | The Undertaker vs. Stone Cold Steve Austin Singles match o WWF Championship |
| 16. | In Your House 16: Canadian Stampede 6 lipca 1997               | Calgary, Alberta                      | Saddledome                       | The Hart Foundation (Bret Hart, Jim Neidhart, Owen Hart, The British Bulldog i Brian Pillman) vs. Stone Cold Steve Austin, Ken Shamrock, Goldust i The Legion of Doom (Hawk i Animal) Ten-man tag team match |
| 17. | Ground Zero: In Your House 7 września 1997                     | Louisville, Kentucky                  | Louisville Gardens               | Shawn Michaels vs. The Undertaker Singles match |
| 18. | Badd Blood: In Your House 5 października 1997                  | Saint Louis, Missouri                 | Kiel Center                      | Shawn Michaels vs. The Undertaker Hell in a Cell match wyłaniający pretendenta do walki o WWF Championship na gali Survivor Series 1997                                                                      |
| 19. | D-Generation X: In Your House 7 grudnia 1997                   | Springfield, Massachusetts            | Springfield Civic Center         | Shawn Michaels (c) vs. Ken Shamrock Singles match o WWF Championship |
| 20. | No Way Out of Texas: In Your House 15 lutego 1998              | Houston, Teksas                       | Compaq Center                    | Stone Cold Steve Austin, Owen Hart, Cactus Jack i Chainsaw Charlie vs. Triple H, Savio Vega i The New Age Outlaws (Billy Gunn i Road Dogg) Eight-man tag team match                                          |
| 21. | Unforgiven: In Your House 26 kwietnia 1998                     | Greensboro, Karolina Północna         | Greensboro Coliseum              | Stone Cold Steve Austin (c) vs. Dude Love o WWF Championship |
| 22. | Over the Edge: In Your House 31 maja 1998                      | Milwaukee Wisconsin                   | Wisconsin Center Arena           | Stone Cold Steve Austin (c) vs. Dude Love Falls Count Anywhere match o WWF Championship z sędzią specjalnym Mr. McMahonem                                                                                    |
| 23. | Fully Loaded: In Your House 26 lipca 1998                      | Fresno, Kalifornia                    | Selland Arena                    | The Undertaker i Stone Cold Steve Austin vs. Kane i Mankind (c) Tag team match o WWF Tag Team Championship                                                                                                   |
| 24. | Breakdown: In Your House 27 września 1998                      | Hamilton, Ontario                     | Copps Coliseum                   | Stone Cold Steve Austin (c) vs. The Undertaker vs. Kane Triple Threat match o WWF Championship |
| 25. | Judgment Day: In Your House 18 października 1998               | Rosemont, Illinois                    | Rosemont Horizon                 | Kane vs. The Undertaker Singles match o zawieszony WWF Championship z sędzią specjalnym Stone Cold Steve’em Austinem                                                                                         |
| 26. | Rock Bottom: In Your House 13 grudnia 1998                     | Vancouver, Kolumbia Brytyjska         | General Motors Place             | Stone Cold Steve Austin vs. The Undertaker Buried Alive match o miejsce w 1999 Royal Rumble matchu |
| 27. | St. Valentine's Day Massacre: In Your House 14 lutego 1999     | Memphis, Tennessee                    | The Pyramid                      | Stone Cold Steve Austin vs. Mr. McMahon Steel Cage match o miano pretendenta do WWF Championship na WrestleManii XV                                                                                          |
| 29. | NXT TakeOver: In Your House (2020) 7 czerwca 2020              | Winter Park, Floryda                  | Full Sail University             | Charlotte Flair (c) vs. Io Shirai vs. Rhea Ripley Triple Threat match o NXT Women’s Championship |
| 30. | NXT TakeOver: In Your House (2021) 13 czerwca 2021             | Orlando, Floryda                      | WWE Preformance Center           | Karrion Kross (c) vs. Kyle O’Reilly vs. Adam Cole vs. Johnny Gargano vs. Pete Dunne Fatal 5-Way match o NXT Championship                                                                                     |
| 31. | NXT In Your House (2022) 4 czerwca 2022                        | Orlando, Floryda                      | WWE Preformance Center           | Bron Breakker (c) vs. Joe Gacy Singles match o NXT Championship |

## Wyniki gal

### In Your House 1
In Your House 1 (znane również jako In Your House 1: Premiere) – gala wrestlingu wyprodukowana przez World Wrestling Federation (WWF). Odbyła się 14 maja 1995 w Onondaga County War Memorial w Syracuse w stanie Nowy Jork. Emisja była przeprowadzana na żywo w systemie pay-per-view. Była to pierwsza gala w chronologii cyklu In Your House.
Podczas gali odbyło się dziesięć walk, w tym cztery nietransmitowane w telewizji. W walce wieczoru Diesel pokonał Sycho Sida przez dyskwalifikację i obronił WWF Championship. Ponadto Jerry Lawler pokonał Breta Harta w singlowej walce, zaś Owen Hart i Yokozuna obronili WWF Tag Team Championship pokonując The Smoking Gunns (Billy’ego i Barta Gunna).
| Nr                                                                                    | Wyniki | Stypulacje                                            | Czas  |
| ------------------------------------------------------------------------------------- | --- | ----------------------------------------------------- | ----- |
| 1D                                                                                    | Jean-Pierre Lafitte pokonał Boba Holly’ego                                                                    | Singles match                                         | –     |
| 2                                                                                     | Bret Hart pokonał Hakushiego (z Shinją)                                                                       | Singles match                                         | 14:39 |
| 3                                                                                     | Razor Ramon pokonał Jeffa Jarretta i The Roadiego                                                             | Handicap match                                        | 12:36 |
| 4                                                                                     | Mabel (z Mo) pokonał Adama Bomba                                                                              | Walka kwalifikująca do turnieju King of the Ring 1995 | 01:54 |
| 5                                                                                     | Owen Hart i Yokozuna (c) (z Jimem Cornettem i Mr. Fujim) pokonali The Smoking Gunns (Billy’ego i Barta Gunna) | Tag team match o WWF Tag Team Championship            | 05:44 |
| 6                                                                                     | Jerry Lawler pokonał Breta Harta                                                                              | Singles match                                         | 05:01 |
| 7                                                                                     | Diesel (c) pokonał Sycho Sida (z Tedem DiBiasem) przez dyskwalifikację                                        | Singles match o WWF Championship                      | 11:31 |
| 8D                                                                                    | The Undertaker (z Paulem Bearerem) pokonał Kamę (z Tedem DiBiasem)                                            | Singles match                                         | 13:08 |
| 9D                                                                                    | Bam Bam Bigelow pokonał Tatankę (z Tedem DiBiasem)                                                            | Singles match                                         | 08:50 |
| 10D                                                                                   | The British Bulldog vs. Owen Hart zakończyło się remisem                                                      | Walka kwalifikująca do turnieju King of the Ring 1995 | 15:00 |
| (c) – mistrz/mistrzyni przed walkąD – walka była dark matchem (nietransmitowana w TV) | |                                                       |       |

### In Your House 2
In Your House 2 (znane również jako In Your House 2: The Lumberjacks) – gala wrestlingu wyprodukowana przez World Wrestling Federation (WWF). Odbyła się 23 lipca 1995 w Nashville Municipal Auditorium w Nashville w stanie Tennessee. Emisja była przeprowadzana na żywo w systemie pay-per-view. Była to druga gala w chronologii cyklu In Your House.
Podczas gali odbyło się dziewięć walk, w tym dwie nietransmitowane w telewizji. W walce wieczoru będącym Lumberjack matchem Diese pokonał Sycho Sida i obronił WWF Championship. Ponadto The Undertaker pokonał Kamę w Casket matchu, zaś Shawn Michaels zdobył WWF Intercontinental Championship pokonując Jeffa Jarretta. Galę w systemie pay-per-view wykupiono 280 000 razy.
| Nr                                                                                    | Wyniki | Stypulacje                                        | Czas  |
| ------------------------------------------------------------------------------------- | --- | ------------------------------------------------- | ----- |
| 1D                                                                                    | Skip (z Sunny) pokonał Aldo Montoyę                                                                                      | Singles match                                     | 04:00 |
| 2                                                                                     | The Roadie pokonał The 1–2–3 Kida                                                                                        | Singles match                                     | 07:26 |
| 3                                                                                     | Men on a Mission (King Mabel i Sir Mo) pokonali Razora Ramona i Savio Vegę                                               | Tag team match                                    | 10:09 |
| 4                                                                                     | Bam Bam Bigelow pokonał Henry’ego O. Godwinna                                                                            | Singles match                                     | 05:33 |
| 5                                                                                     | Shawn Michaels pokonał Jeffa Jarretta (c) (z The Roadiem)                                                                | Singles match o WWF Intercontinental Championship | 20:01 |
| 6                                                                                     | Owen Hart i Yokozuna (c) (z Jimem Cornettem i Mr. Fujim) pokonali The Allied Powers (The British Bulldoga i Lexa Lugera) | Tag team match o WWF Tag Team Championship        | 10:54 |
| 7                                                                                     | The Undertaker (z Paulem Bearerem) pokonał Kamę (z Tedem DiBiasem)                                                       | Casket match                                      | 14:50 |
| 8                                                                                     | Diesel (c) pokonał Sycho Sida (z Tedem DiBiasem)                                                                         | Lumberjack match o WWF Championship               | 10:06 |
| 9D                                                                                    | Bret Hart pokonał Jean-Pierre Lafitte'a                                                                                  | Singles match                                     | 13:26 |
| (c) – mistrz/mistrzyni przed walkąD – walka była dark matchem (nietransmitowana w TV) | |                                                   |       |

- Lista „lumberjacków” w Lumberjack matchu: Eli Blu, King Mabel, Sir Mo, Irwin R. Schyster, Kama, King Kong Bundy, Tatanka, Henry O. Godwinn, Rad Radford, Skip, Tom Prichard, Jimmy Del Ray, Jacob Blu, Jean-Pierre Lafitte, Mantaur, Hunter Hearst Helmsley, Bam Bam Bigelow, Razor Ramon, Savio Vega, The 1–2–3 Kid, Man Mountain Rock, Adam Bomb, Bob Holly, Duke Droese, Fatu, Billy Gunn, Bart Gunn, Travis, Troy i Shawn Michaels

### In Your House 3
In Your House 3 (znane również jako In Your House 3: Triple Header) – gala wrestlingu wyprodukowana przez World Wrestling Federation (WWF). Odbyła się 24 września 1995 w Saginaw Civic Center w Saginaw w stanie Michigan. Emisja była przeprowadzana na żywo w systemie pay-per-view. Była to trzecia gala w chronologii cyklu In Your House.
Podczas gali odbyło się dziesięć walk, w tym cztery nietransmitowane w telewizji. Walką wieczoru był tag team match, w którym na szali były WWF Championship, WWF Intercontinental Championship oraz WWF Tag Team Championship. Posiadacze pierwszych dwóch mistrzostw kolejno Diesel i Shawn Michaels pokonali mistrzów tag-team Owena Harta i Yokozunę, gdzie The British Bulldog zastępował Harta. Ostatecznie Hart pojawił się podczas gali i został przypięty, lecz z powodu braku oficjalnego udziału w walce, dobę później podczas tygodniówki Monday Night Raw Diesel i Micheals utracili nowo-zdobyte tytuły tag-team.
| Nr                                                                                    | Wyniki | Stypulacje                                                             | Czas  |
| ------------------------------------------------------------------------------------- | --- | ---------------------------------------------------------------------- | ----- |
| 1D                                                                                    | Fatu pokonał Huntera Hearst Helmsleya | Singles match                                                          | –     |
| 2                                                                                     | Savio Vega pokonał Waylona Mercy’ego | Singles match                                                          | 07:06 |
| 3                                                                                     | Sycho Sid (z Tedem DiBiasem) pokonał Henry’ego O. Godwinna | Singles match                                                          | 07:23 |
| 4                                                                                     | The British Bulldog pokonał Bam Bam Bigelowa | Singles match                                                          | 12:00 |
| 5                                                                                     | Dean Douglas (z Bobem Backlundem) pokonał Razora Ramona | Singles match                                                          | 14:53 |
| 6                                                                                     | Bret Hart pokonał Jean-Pierre Lafitte'a | Singles match                                                          | 16:37 |
| 7                                                                                     | Two Dudes with Attitudes (Shawn Michaels (WWF Intercontinental Champion) i Diesel (WWF World Heavyweight Champion)) pokonali The British Bulldoga i Yokozunę (WWF Tag Team Championów) (z Jimem Cornettem i Mr. Fujim) | Tag team match o WWF Tag Team, WWF Intercontinental i WWF Championship | 15:42 |
| 8D                                                                                    | Goldust pokonał Boba Holly’ego | Singles match                                                          | –     |
| 9D                                                                                    | Ahmed Johnson pokonał Skipa | Singles match                                                          | –     |
| 10D                                                                                   | The Undertaker pokonał King Mabela | Singles match                                                          | 07:04 |
| (c) – mistrz/mistrzyni przed walkąD – walka była dark matchem (nietransmitowana w TV) | |                                                                        |       |

### In Your House 4
In Your House 4 (znane również jako In Your House 4: Great White North) – gala wrestlingu wyprodukowana przez World Wrestling Federation (WWF). Odbyła się 22 października 1995 w Winnipeg Arena w Winnipeg w prowincji Manitoba. Emisja była przeprowadzana na żywo w systemie pay-per-view. Była to czwarta gala w chronologii cyklu In Your House, a także pierwsza gala pay-per-view organizowana w Kanadzie od czasu WrestleManii VI w 1990.
Podczas gali odbyło się dziesięć walk, w tym cztery nietransmitowane w telewizji. Walką wieńczącą główną część gali był mecz o WWF World Heavyweight Championship, w którym pretendent The British Bulldog pokonał mistrza Diesla przez dyskwalifikację i nie zdobył tytułu. Ponadto Razor Ramon pokonał Deana Douglasa i odebrał mu WWF Intercontinental Championship.
| Nr                                                                                    | Wyniki | Stypulacje                                        | Czas  |
| ------------------------------------------------------------------------------------- | --- | ------------------------------------------------- | ----- |
| 1D                                                                                    | Bob Holly pokonał Rada Radforda                                                                                      | Singles match                                     | –     |
| 2                                                                                     | Hunter Hearst Helmsley pokonał Fatu                                                                                  | Singles match                                     | 08:06 |
| 3                                                                                     | The Smoking Gunns (Billy i Bart Gunn) (c) pokonali The 1-2-3 Kida i Razora Ramona                                    | Tag team match o WWF Tag Team Championship        | 12:46 |
| 4                                                                                     | Goldust pokonał Marty’ego Jannetty’ego                                                                               | Singles match                                     | 11:15 |
| 5                                                                                     | Yokozuna (z Jimem Cornettem i Mr. Fujim) vs. King Mabel (z Sir Mo) zakończyło się podwójnym wyliczeniem pozaringowym | Singles match                                     | 05:12 |
| 6                                                                                     | Razor Ramon pokonał Deana Douglasa (c)                                                                               | Singles match o WWF Intercontinental Championship | 11:01 |
| 7                                                                                     | The British Bulldog pokonał Diesla (c) przez dyskwalifikację                                                         | Singles match o WWF Championship                  | 18:14 |
| 8D                                                                                    | Henry O. Godwinn pokonał Sycho Sida                                                                                  | Singles match                                     | –     |
| 9D                                                                                    | Bret Hart pokonał Isaaca Yankem DDS                                                                                  | Singles match                                     | 14:10 |
| 10D                                                                                   | Owen Hart i Yokozuna pokonali Savio Vegę i Bam Bam Bigelowa                                                          | Tag team match                                    | –     |
| (c) – mistrz/mistrzyni przed walkąD – walka była dark matchem (nietransmitowana w TV) | |                                                   |       |

### In Your House 5
In Your House 5 (znane również jako In Your House 5: Seasons Beatings) – gala wrestlingu wyprodukowana przez World Wrestling Federation (WWF). Odbyła się 17 grudnia 1995 w Hersheypark Arena w Hershey w Pensylwanii. Emisja była przeprowadzana na żywo w systemie pay-per-view. Była to piąta gala w chronologii cyklu In Your House.
Podczas gali odbyło się dziewięć walk, w tym trzy nietransmitowane w telewizji. W walce wieczoru Bret Hart obronił WWF Championship pokonując The British Bulldoga. Oprócz tego The Undertaker pokonał King Mabela w Casket matchu.
| Nr                                                                                    | Wyniki | Stypulacje                                                 | Czas  |
| ------------------------------------------------------------------------------------- | --- | ---------------------------------------------------------- | ----- |
| 1D                                                                                    | Savio Vega pokonał Boba Backlunda | Singles match                                              | –     |
| 2                                                                                     | Razor Ramon i Marty Jannetty pokonali The 1-2-3 Kida i Sycho Sida (z Tedem DiBiasem)                                                 | Tag team match                                             | 12:22 |
| 3                                                                                     | Ahmed Johnson pokonał Buddy’ego Landela (z Deanem Douglasem)                                                                         | Singles match                                              | 00:45 |
| 4                                                                                     | Hunter Hearst Helmsley pokonał Henry’ego O. Godwinna                                                                                 | Arkansas Hog Pen match z sędzią specjalnym Hillbilly Jimem | 08:58 |
| 5                                                                                     | Owen Hart (z Jimem Cornettem) pokonał Diesla przez dyskwalifikację                                                                   | Singles match                                              | 04:34 |
| 6                                                                                     | The Undertaker (z Paulem Bearerem) pokonał King Mabela (z Sir Mo)                                                                    | Casket match                                               | 06:11 |
| 7                                                                                     | Bret Hart (c) pokonał The British Bulldoga (z Jimem Cornettem i Dianą Smith)                                                         | Singles match o WWF Championship                           | 21:09 |
| 8D                                                                                    | Goldust pokonał Duke’a Droesego | Singles match                                              | –     |
| 9D                                                                                    | The Smoking Gunns (Billy i Bart Gunn), Hakushi i Barry Horowitz pokonali The Bodydonnas (Skipa i Zipa), Yokozunę i Isaaca Yankem DDS | Eight-man tag team match                                   | –     |
| (c) – mistrz/mistrzyni przed walkąD – walka była dark matchem (nietransmitowana w TV) | |                                                            |       |

### In Your House 6
In Your House 6 (znane również jako In Your House 6: Rage in the Cage) – gala wrestlingu wyprodukowana przez World Wrestling Federation (WWF). Odbyła się 18 lutego 1996 w Louisville Gardens w Louisville w stanie Kentucky. Emisja była przeprowadzana na żywo w systemie pay-per-view. Była to szósta gala w chronologii cyklu In Your House.
Podczas gali odbyło się dziewięć walk, w tym trzy nietransmitowane w telewizji oraz jedna będąca częścią pre-show Free for All. Walką wieczoru był Steel Cage match, w którym Bret Hart obronił WWF Championship pokonując Diesla. Ponadto Shawn Michaels pokonał Owena Harta i obronił prawa do walki z WWF Championem na WrestleManii XII.
| Nr | Wyniki                                                                                      | Stypulacje                                                                            | Czas  |
| --- | ------------------------------------------------------------------------------------------- | ------------------------------------------------------------------------------------- | ----- |
| 1F | Jake Roberts pokonał Tatankę (z Tedem DiBiasem)                                             | Singles match                                                                         | 05:36 |
| 2 | Razor Ramon pokonał The 1–2–3 Kida (z Tedem DiBiasem)                                       | Singles match                                                                         | 12:01 |
| 3 | Hunter Hearst Helmsley (z Elizabeth Hilden) pokonał Duke’a Droesego                         | Singles match                                                                         | 09:40 |
| 4 | Yokozuna pokonał The British Bulldoga (z Jimem Cornettem) przez dyskwalifikację             | Singles match                                                                         | 05:05 |
| 5 | Shawn Michaels pokonał Owena Harta (z Jimem Cornettem)                                      | Singles match wyłaniający pretendenta do walki o WWF Championship na WrestleManii XII | 15:57 |
| 6 | Bret Hart (c) pokonał Diesla                                                                | Steel Cage match o WWF Championship                                                   | 19:13 |
| 7D | Ahmed Johnson pokonał Isaaca Yankem DDS                                                     | Singles match                                                                         | –     |
| 8D | The Godwinns (Henry O. Godwinn i Phineas I. Godwinn) pokonali The Bodydonnas (Skipa i Zipa) | Tag team match                                                                        | –     |
| 9D | The Undertaker pokonał Goldusta (c) poprzez wyliczenie pozaringowe                          | Singles match o WWF Intercontinental Championship                                     | 13:40 |
| (c) – mistrz/mistrzyni przed walkąD – walka była dark matchem (nietransmitowana w TV)F – walka była transmitowana przed PPV na Free for All |                                                                                             |                                                                                       |       |

### In Your House 7: Good Friends, Better Enemies
In Your House 7: Good Friends, Better Enemies – gala wrestlingu wyprodukowana przez World Wrestling Federation (WWF). Odbyła się 28 kwietnia 1996 w Omaha Civic Auditorium w Omaha w stanie Nebraska. Emisja była przeprowadzana na żywo w systemie pay-per-view. Była to siódma gala w chronologii cyklu In Your House. Podczas niej po raz ostatni dla federacji wystąpili Scott Hall i Kevin Nash (występujący jako Razor Ramon i Diesel), którzy przeszli do federacji World Championship Wrestling (WCW); duo powróciło do WWF dopiero w 2002.
Podczas gali odbyło się dziewięć walk, w tym trzy nietransmitowane w telewizji oraz jedna będąca częścią pre-show Free for All. W walce wieczoru Shawn Michaels obronił WWF Championship pokonując Diesla w No Holds Barred matchu. Oprócz tego The Ultimate Warrior pokonał Goldusta przez wyliczenie pozaringowe i nie zdobył od niego WWF Intercontinental Championship.
| Nr | Wyniki | Stypulacje                                        | Czas  |
| --- | --- | ------------------------------------------------- | ----- |
| 1F | Marc Mero (z Sable) pokonał The 1–2–3 Kida (z Tedem DiBiasem) przez dyskwalifikację                                                | Singles match                                     | 07:17 |
| 2 | Owen Hart i The British Bulldog pokonali Jake’a Robertsa i Ahmeda Johnsona                                                         | Tag team match                                    | 13:47 |
| 3 | The Ultimate Warrior pokonał Goldusta (c) (z Marleną i nieznanym ochroniarzem) poprzez wyliczenie pozaringowe                      | Singles match o WWF Intercontinental Championship | 07:38 |
| 4 | Vader (z Jimem Cornettem) pokonał Razora Ramona                                                                                    | Singles match                                     | 14:49 |
| 5 | The Bodydonnas (Skip i Zip) (c) (z Sunny) pokonali The Godwinns (Henry’ego O. Godwinna i Phineasa I. Godwinna) (z Hillbilly Jimem) | Tag team match o WWF Tag Team Championship        | 07:17 |
| 6 | Shawn Michaels (c) (z José Lothario) pokonał Diesla                                                                                | No Holds Barred match o WWF Championship          | 17:53 |
| 7D | Savio Vega pokonał Stone Cold Steve’a Austina                                                                                      | Singles match                                     | 10:38 |
| 8D | Hunter Hearst Helmsley pokonał Marca Mero                                                                                          | Singles match                                     | 14:10 |
| 9D | The Undertaker pokonał Mankinda | Singles match                                     | 13:24 |
| (c) – mistrz/mistrzyni przed walkąD – walka była dark matchem (nietransmitowana w TV)F – walka była transmitowana przed PPV na Free for All | |                                                   |       |

### In Your House 8: Beware of Dog
In Your House 8: Beware of Dog – gala wrestlingu wyprodukowana przez World Wrestling Federation (WWF). Oryginalnie odbyła się 26 maja 1996 we Florence Civic Center we Florence w Karolinie Południowej. Z powodu burzy podczas gali padło zasilanie na arenie, wskutek czego większość pojedynków odbywało się w ciemności i przerwano transmisję w systemie pay-per-view. Postanowiono zorganizować galę „Beware of Dog 2” dwa dni później, która odbyła się w North Charleston Coliseum w North Charleston. Beware of Dog było ósmą galą w chronologii cyklu In Your House.
Podczas pierwszej gali odbyło się dziesięć walk, w tym siedem nietransmitowanych w telewizji oraz jedna będąca częścią pre-show Free for All. Dwa dni później zorganizowano trzy pojedynki, zaś do całej transmisji dodano jeszcze dwa pojedynki nagrane 26 maja. W walce wieczoru pierwszej gali pojedynek Shawna Michaelsa z The British Bulldogiem o WWF Championship zakończyło się bez rezultatu. Pojedynkiem wieńczącym kolejną galę był Casket match o WWF Intercontinental Championship, w którym Goldust obronił mistrzostwo pokonując The Undertakera.
26 maja
| Nr | Wyniki | Stypulacje                                       | Czas  |
| --- | --- | ------------------------------------------------ | ----- |
| 1F | The Smoking Gunns (Billy i Bart Gunn) pokonali The Godwinns (Henry’ego O. Godwinna i Phineasa I. Godwinna) (c) (z Sunny)                       | Tag team match o WWF Tag Team Championship       | 04:57 |
| 2D | Bob Holly pokonał Isaaca Yankem DDS | Singles match                                    | –     |
| 3 | Marc Mero (z Sable) pokonał Huntera Hearst Helmsleya                                                                                           | Singles match                                    | 16:23 |
| 4D | Savio Vega pokonał Stone Cold Steve’a Austina (z Tedem DiBiasem)                                                                               | Caribbean Strap match                            | 15:00 |
| 5D | Yokozuna pokonał Vadera (z Jimem Cornettem) | Singles match                                    | 03:00 |
| 6D | Goldust (c) (z Marleną) pokonał The Undertakera (z Paulem Bearerem)                                                                            | Casket match o WWF Intercontinental Championship | 08:00 |
| 7D | Jake Roberts pokonał Justina Bradshawa (z Uncle Zebakiahem)                                                                                    | Singles match                                    | 00:30 |
| 8 | Shawn Michaels (c) (z José Lothario) vs. The British Bulldog (z Owenem Hartem, Dianą Smith i Clarence’em Masonem) zakończyło się bez rezultatu | Singles match o WWF Championship                 | 17:21 |
| 9D | Ahmed Johnson pokonał Jerry’ego Lawlera | Singles match                                    | 07:00 |
| 10D | The Ultimate Warrior pokonał Owena Harta | Singles match                                    | 04:00 |
| (c) – mistrz/mistrzyni przed walkąD – walka była dark matchem (nietransmitowana w TV)F – walka była transmitowana przed PPV na Free for All | |                                                  |       |

28 maja
| Nr                                 | Wyniki                                                              | Stypulacje                                       | Czas  |
| ---------------------------------- | ------------------------------------------------------------------- | ------------------------------------------------ | ----- |
| 1                                  | Savio Vega pokonał Stone Cold Steve’a Austina (z Tedem DiBiasem)    | Caribbean Strap match                            | 21:27 |
| 2                                  | Vader (z Jimem Cornettem) pokonał Yokozunę                          | Singles match                                    | 08:53 |
| 3                                  | Goldust (c) (z Marleną) pokonał The Undertakera (z Paulem Bearerem) | Casket match o WWF Intercontinental Championship | 12:36 |
| (c) – mistrz/mistrzyni przed walką |                                                                     |                                                  |       |

### In Your House 9: International Incident
In Your House 9: International Incident – gala wrestlingu wyprodukowana przez World Wrestling Federation (WWF). Odbyła się 21 lipca 1996 w General Motors Place w Vancouver w Kolumbii Brytyjskiej. Emisja była przeprowadzana na żywo w systemie pay-per-view. Była to dziewiąta gala w chronologii cyklu In Your House. In Your House 9: International Incident to jedyna gala pay-per-view w historii federacji, podczas której nie broniono żadnego mistrzostwa.
Podczas gali odbyło się sześć walk, w tym jedna będąca częścią pre-show Free for All. W walce wieczoru Camp Cornette (Big Van Vader, Owen Hart i The British Bulldog) pokonali The People’s Posse (Shawna Michaelsa, Sycho Sida i Ahmeda Johnsona). Prócz tego The Undertaker pokonał Goldusta przez dyskwalifikację.
| Nr                                                                                       | Wyniki | Stypulacje             | Czas  |
| ---------------------------------------------------------------------------------------- | --- | ---------------------- | ----- |
| 1F                                                                                       | Justin Bradshaw pokonał Savio Vegę | Singles match          | 04:44 |
| 2                                                                                        | The Bodydonnas (Skip i Zip) pokonali The Smoking Gunns (Billy’ego i Barta Gunna)                                                                                          | Tag team match         | 13:05 |
| 3                                                                                        | Mankind pokonał Henry’ego O. Godwinna | Singles match          | 06:54 |
| 4                                                                                        | Stone Cold Steve Austin pokonał Marca Mero (z Sable) | Singles match          | 10:48 |
| 5                                                                                        | The Undertaker pokonał Goldusta przez dyskwalifikację | Singles match          | 12:07 |
| 6                                                                                        | Camp Cornette (Vader, Owen Hart i The British Bulldog) (z Jimem Cornettem) pokonali The People’s Posse (Shawna Michaelsa, Sycho Sida i Ahmeda Johnsona) (z José Lothario) | Six-man tag team match | 24:32 |
| (c) – mistrz/mistrzyni przed walkąF – walka była transmitowana przed PPV na Free for All | |                        |       |

### In Your House 10: Mind Games
In Your House 10: Mind Games – gala wrestlingu wyprodukowana przez World Wrestling Federation (WWF). Odbyła się 22 września 1996 w CoreStates Center w Filadelfii w Pensylwanii. Emisja była przeprowadzana na żywo w systemie pay-per-view. Była to dziesiąta gala w chronologii cyklu In Your House.
Podczas gali odbyło się dziesięć walk, w tym trzy nietransmitowane w telewizji oraz jedna będąca częścią pre-show Free for All. Walką wieczoru było starcie o WWF Championship, w którym Shawn Michaels pokonał Mankinda i obronił mistrzostwo. Prócz tego Owen Hart i The British Bulldog pokonali The Smoking Gunns (Billy’ego i Barta Gunna) o WWF Tag Team Championship.
| Nr | Wyniki                                                                                             | Stypulacje                                 | Czas  |
| --- | -------------------------------------------------------------------------------------------------- | ------------------------------------------ | ----- |
| 1D | Jake Roberts pokonał Huntera Hearst Helmsleya                                                      | Singles match                              | 08:30 |
| 2D | Faarooq pokonał Marca Mero                                                                         | Singles match                              | 06:23 |
| 3D | Sycho Sid pokonał Vadera                                                                           | Singles match                              | 09:10 |
| 4F | Savio Vega pokonał Marty’ego Jannetty’ego                                                          | Singles match                              | 05:22 |
| 5 | Savio Vega pokonał Justina Bradshawa                                                               | Caribbean Strap match                      | 07:09 |
| 6 | José Lothario pokonał Jima Cornette’a                                                              | Singles match                              | 00:56 |
| 7 | Owen Hart i The British Bulldog pokonali The Smoking Gunns (Billy’ego i Barta Gunna) (c) (z Sunny) | Tag team match o WWF Tag Team Championship | 10:59 |
| 8 | Mark Henry pokonał Jerry’ego Lawlera poprzez submission                                            | Singles match                              | 05:13 |
| 9 | The Undertaker pokonał Goldusta (z Marleną)                                                        | Final Curtain match                        | 10:23 |
| 10 | Shawn Michaels (c) (z José Lothario) pokonał Mankinda (z Paulem Bearerem) przez dyskwalifikację    | Singles match o WWF Championship           | 26:25 |
| (c) – mistrz/mistrzyni przed walkąD – walka była dark matchem (nietransmitowana w TV)F – walka była transmitowana przed PPV na Free for All | |                                            |       |

### In Your House 11: Buried Alive
In Your House 11: Buried Alive – gala wrestlingu wyprodukowana przez World Wrestling Federation (WWF). Odbyła się 20 października 1996 w Market Square Arena w Indianapolis w stanie Indiana. Emisja była przeprowadzana na żywo w systemie pay-per-view. Była to jedenasta gala w chronologii cyklu In Your House. In Your House 11: Buried Alive to pierwsza gala pay-per-view w historii federacji, podczas której nie pojawił się obecny WWF World Heavyweight Champion.
Podczas gali odbyło się osiem walk, w tym dwie nietransmitowane w telewizji oraz jedna będąca częścią pre-show Free for All. Walką wieczoru był Buried Alive match, gdzie The Undertaker zdołał pokonać Mankinda. Ponadto Marc Mero obronił WWF Intercontinental Championship w starciu z Goldustem, zaś Stone Cold Steve Austin pokonał Huntera Hearst Helmsleya w walce otwierającą galę.
| Nr | Wyniki | Stypulacje                                        | Czas  |
| --- | --- | ------------------------------------------------- | ----- |
| 1F | The Stalker pokonał Justina Bradshawa                                                                              | Singles match                                     | 20:00 |
| 2 | Stone Cold Steve Austin pokonał Huntera Hearst Helmsleya                                                           | Singles match                                     | 15:30 |
| 3 | Owen Hart i The British Bulldog (c) pokonali The Smoking Gunns (Billy’ego i Barta Gunna)                           | Tag team match o WWF Tag Team Championship        | 09:17 |
| 4 | Marc Mero (c) (z Sable) pokonał Goldusta (z Marleną)                                                               | Singles match o WWF Intercontinental Championship | 11:38 |
| 5 | Sycho Sid pokonał Vadera (z Jimem Cornettem)                                                                       | Singles match                                     | 08:00 |
| 6 | The Undertaker pokonał Mankinda (z Paulem Bearerem)                                                                | Buried Alive match                                | 18:25 |
| 7D | The Godwinns (Henry O. i Phineas I. Godwinn) pokonali The New Rockers (Marty’ego Jannetty’ego i Leifa Cassidy’ego) | Tag team match                                    | 06:00 |
| 8D | Shawn Michaels (c) pokonał Goldusta (z Marleną)                                                                    | Singles match o WWF Championship                  | 13:35 |
| (c) – mistrz/mistrzyni przed walkąD – walka była dark matchem (nietransmitowana w TV)F – walka była transmitowana przed PPV na Free for All | |                                                   |       |

### In Your House 12: It's Time
In Your House 12: It's Time – gala wrestlingu wyprodukowana przez World Wrestling Federation (WWF). Odbyła się 15 grudnia 1996 w West Palm Beach Auditorium w West Palm Beach na Florydzie. Emisja była przeprowadzana na żywo w systemie pay-per-view. Była to dwunasta gala w chronologii cyklu In Your House.
Podczas gali odbyło się dziewięć walk, w tym trzy nietransmitowane w telewizji oraz jedna będąca częścią pre-show Free for All. Sycho Sid obronił WWF Championship pokonując Breta Harta w walce wieczoru. Prócz tego The Undertaker pokonał The Executionera w Armageddon Rules matchu.
| Nr | Wyniki                                                                                  | Stypulacje                                        | Czas  |
| --- | --------------------------------------------------------------------------------------- | ------------------------------------------------- | ----- |
| 1D | Brakkus pokonał Dr'a. X                                                                 | Singles match                                     | –     |
| 2F | Rocky Maivia pokonał Salvatore'a Sincere'a (z Jimem Cornettem) przez dyskwalifikację    | Singles match                                     | 06:01 |
| 3 | Flash Funk pokonał Leifa Cassidy’ego                                                    | Singles match                                     | 10:34 |
| 4 | Owen Hart i The British Bulldog (c) pokonali Razora Ramona i Diesla                     | Tag team match o WWF Tag Team Championship        | 10:45 |
| 5 | Marc Mero (z Sable) pokonał Huntera Hearst Helmsleya (c) poprzez wyliczenie pozaringowe | Singles match o WWF Intercontinental Championship | 14:03 |
| 6 | The Undertaker pokonał The Executionera (z Paulem Bearerem)                             | Armageddon Rules match                            | 11:31 |
| 7 | Sycho Sid (c) pokonał Breta Harta                                                       | Singles match o WWF Championship                  | 17:03 |
| 8D | Stone Cold Steve Austin pokonał Goldusta                                                | Singles match                                     | 11:04 |
| 9D | Shawn Michaels pokonał Mankinda (z Paulem Bearerem)                                     | Singles match                                     | 06:55 |
| (c) – mistrz/mistrzyni przed walkąD – walka była dark matchem (nietransmitowana w TV)F – walka była transmitowana przed PPV na Free for All |                                                                                         |                                                   |       |

### In Your House 13: Final Four
In Your House 13: Final Four – gala wrestlingu wyprodukowana przez World Wrestling Federation (WWF). Odbyła się 16 lutego 1997 w UTC Arena w Chattanoodze w stanie Tennessee. Emisja była przeprowadzana na żywo w systemie pay-per-view. Była to trzynasta gala w chronologii cyklu In Your House.
Podczas gali odbyło się sześć walk, w tym jedna nietransmitowana w telewizji. Walką wieczoru był Four corners elimination match o zawieszony WWF Championship, w którym Bret Hart stał się czterokrotnym mistrzem pokonując Stone Cold Steve’a Austina, Vadera oraz The Undertakera. Oprócz tego Rocky Maivia obronił WWF Intercontinental Championship przez dyskwalifikację pokonując Huntera Hearst Helmsleya.
| Nr                                                                                    | Wyniki | Stypulacje                                                   | Czas  |
| ------------------------------------------------------------------------------------- | --- | ------------------------------------------------------------ | ----- |
| 1D                                                                                    | The Godwinns (Henry O. i Phineas I. Godwinn) pokonali The Headbangers (Mosha i Thrashera)                                   | Tag team match                                               | –     |
| 2                                                                                     | Marc Mero (z Sable) pokonał Leifa Cassidy’ego                                                                               | Singles match                                                | 09:30 |
| 3                                                                                     | The Nation of Domination (Faarooq, Crush i Savio Vega) (z Clarence’em Masonem) pokonali Barta Gunna, Goldusta i Flasha Funk | Six-man tag team match                                       | 06:42 |
| 4                                                                                     | Rocky Maivia (c) pokonał Huntera Hearst Helmsleya                                                                           | Singles match o WWF Intercontinental Championship            | 12:30 |
| 5                                                                                     | Doug Furnas i Phil Lafon pokonali Owena Harta i The British Bulldoga (c) (z Clarence’em Masonem) przez dyskwalifikację      | Tag team match o WWF Tag Team Championship                   | 10:30 |
| 6                                                                                     | Bret Hart pokonał Stone Cold Steve’a Austina, Vadera (z Paulem Bearerem) i The Undertakera                                  | Four corners elimination match o zawieszony WWF Championship | 24:05 |
| (c) – mistrz/mistrzyni przed walkąD – walka była dark matchem (nietransmitowana w TV) | |                                                              |       |

### In Your House 14: Revenge of the ’Taker
In Your House 14: Revenge of the ’Taker – gala wrestlingu wyprodukowana przez World Wrestling Federation (WWF). Odbyła się 20 kwietnia 1997 w Rochester Community War Memorial w Rochesterze w Nowym Jorku. Emisja była przeprowadzana na żywo w systemie pay-per-view. Była to czternasta gala w chronologii cyklu In Your House.
Podczas gali odbyło się osiem walk, w tym dwie nietransmitowane w telewizji oraz jedna będąca częścią pre-show Free for All. Pretendentem do WWF Championship stał się Stone Cold Steve Austin, który pokonał Breta Harta przez dyskwalifikację w walce wieczoru. Prócz tego The Undertaker obronił WWF Championship pokonując Mankinda, a także Savio Vega pokonał Rocky’ego Maivię o WWF Intercontinental Championship przez dyskwalifikację.
| Nr | Wyniki                                                                                                   | Stypulacje                                                | Czas  |
| --- | --- | --------------------------------------------------------- | ----- |
| 1F | The Sultan pokonał Flasha Funka                                                                          | Singles match                                             | 02:55 |
| 2 | The Legion of Doom (Hawk i Animal) pokonali Owena Harta i The British Bulldoga (c) przez dyskwalifikację | Tag team match o WWF Tag Team Championship                | 10:11 |
| 3 | Savio Vega (z Crushem) pokonał Rocky’ego Maivię (c) poprzez wyliczenie pozaringowe                       | Singles match o WWF Intercontinental Championship         | 08:33 |
| 4 | Jesse James pokonał RockaBilly’ego (z The Honky Tonk Manem)                                              | Singles match                                             | 06:46 |
| 5 | The Undertaker (c) pokonał Mankinda (z Paulem Bearerem)                                                  | Singles match o WWF Championship                          | 17:26 |
| 6 | Stone Cold Steve Austin pokonał Breta Harta przez dyskwalifikację                                        | Singles match wyłaniający pretendenta do WWF Championship | 21:09 |
| 7D | Doug Furnas i Phil LaFon pokonali The Godwinns (Henry’ego O. i Phineas I. Godwinna)                      | Tag team match                                            | –     |
| 8D | Hunter Hearst Helmsley pokonał Goldusta                                                                  | Singles match                                             | –     |
| (c) – mistrz/mistrzyni przed walkąD – walka była dark matchem (nietransmitowana w TV)F – walka była transmitowana przed PPV na Free for All | |                                                           |       |

### In Your House 15: A Cold Day in Hell
In Your House 15: A Cold Day in Hell – gala wrestlingu wyprodukowana przez World Wrestling Federation (WWF). Odbyła się 11 maja 1997 w Richmond Coliseum w Richmond w stanie Wirginia. Emisja była przeprowadzana na żywo w systemie pay-per-view. Była to piętnasta gala w chronologii cyklu In Your House.
Podczas gali odbyło się siedem walk, w tym jedna nietransmitowana w telewizji oraz jedna będąca częścią pre-show Free for All. Walką wieczoru był pojedynek pomiędzy The Undertakerem i Stone Cold Steve’em Austinem o WWF Championship, w którym Undertaker obronił mistrzostwo. Ponadto Ken Shamrock pokonał Vadera poprzez submission w No Holds Barred matchu.
| Nr                                                                                    | Wyniki                                                                                                   | Stypulacje                                 | Czas  |
| ------------------------------------------------------------------------------------- | --- | ------------------------------------------ | ----- |
| 1                                                                                     | Rockabilly pokonał Jessego Jamesa                                                                        | Singles match                              | 03:36 |
| 2                                                                                     | Hunter Hearst Helmsley (z Chyną) pokonał Flasha Funka                                                    | Singles match                              | 10:05 |
| 3                                                                                     | Mankind pokonał Rocky’ego Maivię                                                                         | Singles match                              | 08:46 |
| 4                                                                                     | The Nation of Domination (Crush, Savio Vega i Faarooq) pokonali Ahmeda Johnsona                          | Gauntlet match                             | 13:25 |
| 5                                                                                     | Ken Shamrock pokonał Vadera poprzez submission                                                           | No Holds Barred match                      | 13:21 |
| 6                                                                                     | The Undertaker (c) pokonał Stone Cold Steve’a Austina                                                    | Singles match o WWF Championship           | 20:06 |
| 7D                                                                                    | The Legion of Doom (Hawk i Animal) pokonali Owena Harta i The British Bulldoga (c) przez dyskwalifikację | Tag team match o WWF Tag Team Championship | 05:00 |
| (c) – mistrz/mistrzyni przed walkąD – walka była dark matchem (nietransmitowana w TV) | |                                            |       |

### In Your House 16: Canadian Stampede
In Your House 16: Canadian Stampede – gala wrestlingu wyprodukowana przez World Wrestling Federation (WWF). Odbyła się 6 lipca 1997 w Saddledome w Calgary w prowincji Alberta. Emisja była przeprowadzana na żywo w systemie pay-per-view. Była to szesnasta gala w chronologii cyklu In Your House.
Podczas gali odbyło się pięć walk, w tym jedna będąca częścią pre-show Free for All. Walką wieczoru był Ten-man tag team match, w którym The Hart Foundation (Bret Hart, Jim Neidhart, Owen Hart, The British Bulldog i Brian Pillman) pokonało Stone Cold Steve’a Austina, Kena Shamrocka, Goldusta oraz The Legion of Doom (Hawka i Animala). Prócz tego The Undertaker pokonał Vadera i obronił WWF Championship.
| Nr                                 | Wyniki | Stypulacje                       | Czas  |
| ---------------------------------- | --- | -------------------------------- | ----- |
| 1                                  | The Godwinns (Henry O. i Phineas I. Godwinn) pokonali The New Blackjacks (Blackjack Windhama i Blackjack Bradshawa)                                                                                | Tag team match                   | 05:32 |
| 2                                  | Mankind vs. Hunter Hearst Helmsley (z Chyną) zakończyło się podwójnym wyliczeniem pozaringowym | Singles match                    | 13:14 |
| 3                                  | The Great Sasuke pokonał Takę Michinoku | Singles match                    | 10:00 |
| 4                                  | The Undertaker (c) pokonał Vadera (z Paulem Bearerem) | Singles match o WWF Championship | 12:39 |
| 5                                  | The Hart Foundation (Bret Hart, Jim Neidhart, Owen Hart, The British Bulldog i Brian Pillman) pokonali Stone Cold Steve’a Austina, Kena Shamrocka, Goldusta i The Legion of Doom (Hawka i Animala) | Ten-man tag team match           | 24:31 |
| (c) – mistrz/mistrzyni przed walką | |                                  |       |

### Ground Zero: In Your House
Ground Zero: In Your House – gala wrestlingu wyprodukowana przez World Wrestling Federation (WWF). Odbyła się 7 września 1997 w Louisville Gardens w Louisville w stanie Kentucky. Emisja była przeprowadzana na żywo w systemie pay-per-view. Była to siedemnasta gala w chronologii cyklu In Your House, a także pierwsza trzygodzinna gala cyklu i pierwsza z wyrazami „In Your House” w podtytule.
Podczas gali odbyło się siedem walk. Walka wieczoru pomiędzy Shawnem Michaelsem i The Undertakerem zakończyła się bez rezultatu. Bret Hart obronił WWF Championship pokonując The Patriota poprzez submission, zaś The Headbangers (Mosh i Trasher) dobyli zawieszone WWF Tag Team Championship w Four-way elimination matchu pokonując The Legion of Doom (Animala i Hawka), The Godwinns (Henry’ego O. i Phineasa I. Godwinna) oraz Owena Harta i The British Bulldoga.
| Nr                                 | Wyniki | Stypulacje                                                        | Czas  |
| ---------------------------------- | --- | ----------------------------------------------------------------- | ----- |
| 1                                  | Brian Pillman pokonał Goldusta (z Marleną) | Singles match                                                     | 11:06 |
| 2                                  | Brian Christopher pokonał Scotta Putskiego poprzez wyliczenie pozaringowe                                                                                                   | Singles match                                                     | 04:45 |
| 3                                  | Savio Vega pokonał Crusha i Faarooqa | Triple threat match                                               | 11:37 |
| 4                                  | Max Mini pokonał El Torito | Singles match                                                     | 09:21 |
| 5                                  | The Headbangers (Mosh i Thrasher) pokonali The Legion of Doom (Animala i Hawka), The Godwinns (Henry’ego O. i Phineasa I. Godwinna) oraz Owena Harta i The British Bulldoga | Four-way elimination match o zawieszone WWF Tag Team Championship | 17:15 |
| 6                                  | Bret Hart (c) pokonał The Patriota poprzez submission | Singles match o WWF Championship                                  | 19:20 |
| 7                                  | Shawn Michaels vs. The Undertaker zakończyło się bez rezultatu | Singles match                                                     | 16:20 |
| (c) – mistrz/mistrzyni przed walką | |                                                                   |       |

### Badd Blood: In Your House
Badd Blood: In Your House – gala wrestlingu wyprodukowana przez World Wrestling Federation (WWF). Odbyła się 5 października 1997 w Kiel Center w Saint Louis w stanie Missouri. Emisja była przeprowadzana na żywo w systemie pay-per-view. Była to osiemnasta gala w chronologii cyklu In Your House, a także pierwsza z cyklu Bad Blood. Kilka godzin przed emisją gali, w swoim hotelu zmarł Brian Pillman, który miał zmierzyć się z Dude Lovem.
Podczas gali odbyło się siedem walk. Walką wieczoru był pierwszy w historii Hell in a Cell match, w którym Shawn Michaels dzięki pomocy debiutującego Kane’a pokonał The Undertakera i stał się pretendentem do tytułu WWF Championship na gali Survivor Series. Oprócz tego Owen Hart pokonał Faarooqa w finale turnieju o WWF Intercontinental Championship.
| Nr                                 | Wyniki | Stypulacje                                                                                      | Czas  |
| ---------------------------------- | --- | ----------------------------------------------------------------------------------------------- | ----- |
| 1                                  | The Nation of Domination (D’Lo Brown, Kama Mustafa i Rocky Maivia) pokonali The Legion of Doom (Animala i Hawka)                                                       | Handicap match                                                                                  | 12:16 |
| 2                                  | Max Mini i Nova pokonali Mosaica i Tarantulę | Tag team match                                                                                  | 06:44 |
| 3                                  | The Godwinns (Henry O. i Phineas I. Godwinn) (z Uncle Cletusem) pokonali The Headbangers (Mosha i Thrashera) (c)                                                       | Tag team match o WWF Tag Team Championship                                                      | 12:18 |
| 4                                  | Owen Hart pokonał Faarooqa | Singles match o zawieszony WWF Intercontinental Championship                                    | 05:51 |
| 5                                  | The Disciples of Apocalypse (8-Ball, Chainz, Crush i Skull) pokonali Los Boricuas (Jesúsa Castillo Juniora, Jose Estradę Juniora, Miguela Péreza Juniora i Savio Vegę) | Eight-man tag team match                                                                        | 08:04 |
| 6                                  | The British Bulldog i Bret Hart pokonali The Patriota i Vadera | Flag match                                                                                      | 25:07 |
| 7                                  | Shawn Michaels pokonał The Undertakera | Hell in a Cell match wyłaniający pretendenta do tytułu WWF Championship na gali Survivor Series | 29:55 |
| (c) – mistrz/mistrzyni przed walką | |                                                                                                 |       |

Wyniki turnieju o zawieszony WWF Intercontinental Championship
|  | Ćwierćfinały  | Ćwierćfinały  |    |    | Półfinały | Półfinały |  |  | Finał | Finał |
|  |               |               |    |    |           |           |  |  |       |       |
|  |               |               |    |    |           |           |  |  |       |       |
|  |               |               |    |    |           |           |  |  |       |       |
|  | Brian Pillman | DQ            |    |    |           |           |  |  |       |       |
|  | Brian Pillman | DQ            |    |    |           |           |  |  |       |       |
|  | Dude Love     |               |    |    |           |           |  |  |       |       |
|  | Brian Pillman |               |    |    |           |           |  |  |       |       |
|  |               |               |    |    |           |           |  |  |       |       |
|  |               | Owen Hart     | DQ |    |           |           |  |  |       |       |
|  | Owen Hart     | Owen Hart     | DQ | DQ |           |           |  |  |       |       |
|  | Owen Hart     |               |    | DQ |           |           |  |  |       |       |
|  | Goldust       |               |    |    |           |           |  |  |       |       |
|  | Owen Hart     | Pin           |    |    |           |           |  |  |       |       |
|  | Owen Hart     | Pin           |    |    |           |           |  |  |       |       |
|  |               | Faarooq       |    |    |           |           |  |  |       |       |
|  | Faarooq       |               |    |    |           |           |  |  |       |       |
|  |               |               |    |    |           |           |  |  |       |       |
|  | Ken Shamrock  |               |    |    |           |           |  |  |       |       |
|  | Faarooq       | DQ            |    |    |           |           |  |  |       |       |
|  | Faarooq       | DQ            |    |    |           |           |  |  |       |       |
|  |               | Ahmed Johnson |    |    |           |           |  |  |       |       |
|  | Ahmed Johnson | Pin           |    |    |           |           |  |  |       |       |
|  | Ahmed Johnson | Pin           |    |    |           |           |  |  |       |       |
|  | Rocky Maivia  |               |    |    |           |           |  |  |       |       |
|  |               |               |    |    |           |           |  |  |       |       |

- Pin – przypięcie
- DQ – dyskwalifikacja

### D-Generation X: In Your House
D-Generation X: In Your House – gala wrestlingu wyprodukowana przez World Wrestling Federation (WWF). Odbyła się 7 grudnia 1997 w Springfield Civic Center w Springfield w stanie Massachusetts. Emisja była przeprowadzana na żywo w systemie pay-per-view. Była to dziewiętnasta gala w chronologii cyklu In Your House.
Podczas gali odbyło się osiem walk. W walce wieczoru Ken Shamrock pokonał Shawna Michaelsa przez dyskwalifikację i nie zdodał odebrać od Michaelsa jego WWF Championship. Oprócz tego Triple H pokonał Sgt. Slaughtera w Boot Camp matchu, zaś Stone Cold Steve Austin pokonał The Rocka i obronił WWF Intercontinental Championship.
| Nr                                 | Wyniki | Stypulacje                                                                              | Czas  |
| ---------------------------------- | --- | --------------------------------------------------------------------------------------- | ----- |
| 1                                  | Taka Michinoku pokonał Briana Christophera | Singles match wyłaniający inauguracyjnego posiadacza WWF Light Heavyweight Championship | 12:02 |
| 2                                  | Los Boricuas (Miguel Pérez Jr., Jesús Castillo Jr. i Jose Estrada Jr.) (z Savio Vegą) pokonali The Disciples of Apocalypse (Chainza, Skulla i 8-Balla) | Six-man tag team match                                                                  | 07:58 |
| 3                                  | Butterbean pokonał Marca Mero (z Sable) przez dyskwalifikację                                                                                          | Toughman match                                                                          | 10:20 |
| 4                                  | The New Age Outlaws (Billy Gunn i Road Dogg) (c) pokonali The Legion of Doom (Hawka i Animala) przez dyskwalifikację                                   | Tag team match o WWF Tag Team Championship                                              | 10:32 |
| 5                                  | Triple H (z Chyną) pokonał Sgt. Slaughtera | Boot Camp match                                                                         | 17:39 |
| 6                                  | Jeff Jarrett pokonał The Undertakera przez dyskwalifikację                                                                                             | Singles match                                                                           | 06:54 |
| 7                                  | Stone Cold Steve Austin (c) pokonał The Rocka (z D’Lo Brownem, Faarooqem i Kamą Mustafą)                                                               | Singles match o WWF Intercontinental Championship                                       | 05:28 |
| 8                                  | Ken Shamrock pokonał Shawna Michaelsa (c) (z Triple H’em i Chyną) przez dyskwalifikację                                                                | Singles match o WWF Championship                                                        | 18:27 |
| (c) – mistrz/mistrzyni przed walką | |                                                                                         |       |

Wyniki turnieju o WWF Light Heavyweight Championship
Turniej wyłaniający inauguracyjnego posiadacza WWF Light Heavyweight Championship odbywał się od 3 listopada do 7 grudnia 1997.
|  | Ćwierćfinały (Raw is War) | Ćwierćfinały (Raw is War) |                |      | Półfinały (Raw is War) | Półfinały (Raw is War) |  |  | Finał (D-Generation X: In Your House) | Finał (D-Generation X: In Your House) |
|  |                           |                           |                |      |                        |                        |  |  |                                       |                                       |
|  |                           |                           |                |      |                        |                        |  |  |                                       |                                       |
|  |                           |                           |                |      |                        |                        |  |  |                                       |                                       |
|  | Águila                    | Pin                       |                |      |                        |                        |  |  |                                       |                                       |
|  | Águila                    | Pin                       |                |      |                        |                        |  |  |                                       |                                       |
|  | Super Loco                | 5:12                      |                |      |                        |                        |  |  |                                       |                                       |
|  | Super Loco                | 5:12                      | Águila         | 6:19 |                        |                        |  |  |                                       |                                       |
|  |                           |                           | Águila         | 6:19 |                        |                        |  |  |                                       |                                       |
|  |                           | Taka Michinoku            | Pin            |      |                        |                        |  |  |                                       |                                       |
|  | Taka Michinoku            | Taka Michinoku            | Pin            | Pin  |                        |                        |  |  |                                       |                                       |
|  | Taka Michinoku            |                           |                | Pin  |                        |                        |  |  |                                       |                                       |
|  | Devon Storm               | 5:00                      |                |      |                        |                        |  |  |                                       |                                       |
|  | Devon Storm               | 5:00                      | Taka Michinoku | Pin  |                        |                        |  |  |                                       |                                       |
|  |                           |                           | Taka Michinoku | Pin  |                        |                        |  |  |                                       |                                       |
|  |                           | Brian Christopher         | 12:00          |      |                        |                        |  |  |                                       |                                       |
|  | Eric Shelley              | Brian Christopher         | 12:00          | 5:27 |                        |                        |  |  |                                       |                                       |
|  | Eric Shelley              |                           |                | 5:27 |                        |                        |  |  |                                       |                                       |
|  | Scott Taylor              | Pin                       |                |      |                        |                        |  |  |                                       |                                       |
|  | Scott Taylor              | Pin                       | Scott Taylor   | Rez  |                        |                        |  |  |                                       |                                       |
|  |                           |                           | Scott Taylor   | Rez  |                        |                        |  |  |                                       |                                       |
|  |                           | Brian Christopher         |                |      |                        |                        |  |  |                                       |                                       |
|  | Brian Christopher         | Pin                       |                |      |                        |                        |  |  |                                       |                                       |
|  | Brian Christopher         | Pin                       |                |      |                        |                        |  |  |                                       |                                       |
|  | Flash Flanagan            | 3:30                      |                |      |                        |                        |  |  |                                       |                                       |
|  | Flash Flanagan            | 3:30                      |                |      |                        |                        |  |  |                                       |                                       |

- Pin – przypięcie
- Rez – rezygnacja z walki

### No Way Out of Texas: In Your House
No Way Out of Texas: In Your House – gala wrestlingu wyprodukowana przez World Wrestling Federation (WWF). Odbyła się 15 lutego 1998 w Compaq Center w Houston w Teksasie. Emisja była przeprowadzana na żywo w systemie pay-per-view. Była to dwudziesta gala w chronologii cyklu In Your House, a także pierwsza w chronologii cyklu No Way Out.
Podczas gali odbyło się siedem walk. Walką wieczoru był ośmioosobowy tag team match bez dyskwalifikacji, w którym Stone Cold Steve Austin, Owen Hart, Cactus Jack i Chainsaw Charlie pokonali Triple H’a, Savio Vegę i The New Age Outlaws (Billy’ego Gunna i Road Dogga). Ponadto Kane pokonał Vadera w singlowym starciu.
| Nr                                 | Wyniki | Stypulacje                                                  | Czas  |
| ---------------------------------- | --- | ----------------------------------------------------------- | ----- |
| 1                                  | The Headbangers (Mosh i Thrasher) pokonali The Artist Formerly Known as Goldust i Marca Mero (z Luną)                                                                                      | Tag team match                                              | 13:27 |
| 2                                  | Taka Michinoku (c) pokonał Panterę | Singles match o WWF Light Heavyweight Championship          | 10:09 |
| 3                                  | The Godwinns (Henry O. i Phineas I. Godwinn) pokonali The Quebecers (Jacques’a i Pierre’a)                                                                                                 | Tag team match                                              | 11:15 |
| 4                                  | Justin Bradshaw pokonał Jeffa Jarretta (c) (z Jimem Cornettem) przez dyskwalifikację | Singles match o NWA North American Heavyweight Championship | 08:33 |
| 5                                  | Ken Shamrock, Ahmed Johnson i The Disciples of Apocalypse (Chainza, Skulla i 8-Balla) pokonali The Nation of Domination (The Rocka, Faarooqa, D’Lo Browna, Kamę Mustafę i Marka Henry’ego) | War of Attrition match                                      | 13:44 |
| 6                                  | Kane (z Paulem Bearerem) pokonał Vadera | Singles match                                               | 10:57 |
| 7                                  | Stone Cold Steve Austin, Owen Hart, Cactus Jack i Chainsaw Charlie pokonał Triple H’a, Savio Vegę i The New Age Outlaws (Billy’ego Gunna i Road Dogga) (z Chyną)                           | Non-sanctioned eight-man tag team match                     | 17:37 |
| (c) – mistrz/mistrzyni przed walką | |                                                             |       |

### Unforgiven: In Your House
Unforgiven: In Your House – gala wrestlingu wyprodukowana przez World Wrestling Federation (WWF). Odbyła się 26 kwietnia 1998 w Greensboro Coliseum w Greensboro w stanie Karolina Północna. Emisja była przeprowadzana na żywo w systemie pay-per-view. Była to dwudziesta pierwsza gala w chronologii cyklu In Your House, a także pierwsza w chronologii cyklu Unforgiven. Na plakatach reklamujących galę po raz pierwszy użyto nowego loga federacji, z którego korzystano w latach 1997-2002.
Podczas gali odbyło się siedem walk. W walce wieczoru Dude Love pokonał Stone Cold Steve’a Austina przez dyskwalifikację i nie odebrał mu WWF Championship. Oprócz tego The Undertaker pokonał Kane’a w pierwszym w historii Inferno matchu, zaś Triple H obronił WWF European Championship w starciu z Owenem Hartem.
| Nr                                 | Wyniki | Stypulacje                                       | Czas  |
| ---------------------------------- | --- | ------------------------------------------------ | ----- |
| 1                                  | Faarooq, Ken Shamrock i Steve Blackman pokonali The Nation (The Rocka, D’Lo Browna i Marka Henry’ego) (z Kamą Mustafą)                                     | Six-man tag team match                           | 13:32 |
| 2                                  | Triple H (c) pokonał Owena Harta | Singles match o WWF European Championship        | 12:26 |
| 3                                  | The New Midnight Express (Bodacious Bart i Bombastic Bob) (c) (z Jimem Cornettem) pokonali The Rock ’n’ Roll Express (Ricky’ego Mortona i Roberta Gibsona) | Tag team match o NWA World Tag Team Championship | 7:12  |
| 4                                  | Luna Vachon (z The Artist Formerly Known as Goldust) pokonała Sable                                                                                        | Evening Gown match                               | 2:50  |
| 5                                  | The New Age Outlaws (Billy Gunn i Road Dogg) (c) pokonali LOD 2000 (Hawka i Animala) (z Sunny)                                                             | Tag team match o WWF Tag Team Championship       | 12:13 |
| 6                                  | The Undertaker pokonał Kane’a (z Paulem Bearerem) | Inferno match                                    | 16:00 |
| 7                                  | Dude Love pokonał Stone Cold Steve’a Austina (c) przez dyskwalifikację                                                                                     | Singles match o WWF Championship                 | 18:49 |
| (c) – mistrz/mistrzyni przed walką | |                                                  |       |

### Over the Edge: In Your House
Over the Edge: In Your House – gala wrestlingu wyprodukowana przez World Wrestling Federation (WWF). Odbyła się 31 maja 1998 w Wisconsin Center Arena w Milwaukee w stanie Wisconsin. Emisja była przeprowadzana na żywo w systemie pay-per-view. Była to dwudziesta druga gala w chronologii cyklu In Your House, a także pierwsza w chronologii cyklu Over the Edge.
Podczas gali odbyło się osiem walk. Walką wieczoru był Falls Count Anywhere match z sędziami specjalnymi Mr. McMahonem i The Undertakerem; Stone Cold Steve Austin pokonał Dude’a Love’a i obronił WWF Championship. Ponadto Kane pokonał Vadera w Mask vs. Mask matchu, a The Rock obronił WWF Intercontinental Championship pokonując Faarooqa.
| Nr                                 | Wyniki | Stypulacje                                                                                            | Czas  |
| ---------------------------------- | --- | --- | ----- |
| 1                                  | LOD 2000 (Hawk i Animal) (z Sunny i Drozem) pokonali The Disciples of Apocalypse (Skulla i 8-Balla) (z Chainzem)                                            | Tag team match                                                                                        | 09:57 |
| 2                                  | Jeff Jarrett (z Tennesseem Lee) pokonał Steve’a Blackmana                                                                                                   | Singles match                                                                                         | 10:15 |
| 3                                  | Marc Mero pokonał Sable | Singles match                                                                                         | 00:20 |
| 4                                  | Kaientai (Dick Togo, Men’s Teioh i Sho Funaki) (z Yamaguchi-san) pokonali Takę Michinoku i Justina Bradshawa                                                | Handicap match                                                                                        | 09:52 |
| 5                                  | The Rock (c) pokonał Faarooqa | Singles match o WWF Intercontinental Championship                                                     | 05:07 |
| 6                                  | Kane (z Paulem Bearerem) pokonał Vadera | Mask vs. Mask match                                                                                   | 07:20 |
| 7                                  | The Nation (Owen Hart, Kama Mustafa i D’Lo Brown) (z Markiem Henrym) pokonali D-Generation X (Triple H’a, Billy’ego Gunna i Road Dogga) (z Chyną i X-Pacem) | Six-man tag team match                                                                                | 18:33 |
| 8                                  | Stone Cold Steve Austin (c) pokonał Dude’a Love’a | Falls Count Anywhere match o WWF Championship z sędziami specjalnymi Mr. McMahonem i The Undertakerem | 22:27 |
| (c) – mistrz/mistrzyni przed walką | | |       |

### Fully Loaded: In Your House
Fully Loaded: In Your House – gala wrestlingu wyprodukowana przez World Wrestling Federation (WWF). Odbyła się 26 lipca 1998 w Selland Arena we Fresno w Kalifornii. Emisja była przeprowadzana na żywo w systemie pay-per-view. Była to dwudziesta trzecia gala w chronologii cyklu In Your House, a także pierwsza w chronologii cyklu Fully Loaded.
Podczas gali odbyło się dziewięć walk. W walce wieczoru Stone Cold Steve Austin i The Undertaker pokonali Kane’a i Mankinda o WWF Tag Team Championship. Odbył się również two-out-of-three falls match, w którym The Rock obronił WWF Intercontinental Championship kończąc pojedynek z Triple H’em po upływie limitu czasowego wynoszącego 30 minut.
| Nr                                 | Wyniki                                                                                                 | Stypulacje                                                       | Czas  |
| ---------------------------------- | --- | ---------------------------------------------------------------- | ----- |
| 1                                  | Val Venis pokonał Jeffa Jarretta (z Tennesseem Lee)                                                    | Singles match                                                    | 07:45 |
| 2                                  | D’Lo Brown (z The Godfatherem) pokonał X-Paca (z Chyną)                                                | Singles match                                                    | 08:26 |
| 3                                  | Faarooq i Scorpio pokonali Terry’ego Funka i Justina Bradshawa                                         | Tag team match                                                   | 06:49 |
| 4                                  | Mark Henry pokonał Vadera                                                                              | Singles match                                                    | 05:03 |
| 5                                  | The Disciples of Apocalypse (8-Ball i Skull) (z Paulem Elleringem) pokonali LOD 2000 (Hawka i Animala) | Tag team match                                                   | 08:50 |
| 6                                  | Owen Hart pokonał Kena Shamrocka                                                                       | Dungeon match z sędzią specjalnym Danem Severnem                 | 04:46 |
| 7                                  | The Rock (c) vs. Triple H (z Chyną) zakończyło się z wynikiem 1-1 po upływie limitu czasowego          | Two-out-of-three-falls match o WWF Intercontinental Championship | 30:00 |
| 8                                  | Jacqueline pokonała Sable przez dyskwalifikację                                                        | Konkurs bikini z Jerrym Lawlerem jako mistrz ceremonii           | –     |
| 9                                  | Stone Cold Steve Austin i The Undertaker pokonali Kane’a i Mankinda (c) (z Paulem Bearerem)            | Tag team match o WWF Tag Team Championship                       | 18:08 |
| (c) – mistrz/mistrzyni przed walką | |                                                                  |       |

### Breakdown: In Your House
Breakdown: In Your House – gala wrestlingu wyprodukowana przez World Wrestling Federation (WWF). Odbyła się 27 września 1998 w Copps Coliseum we Hamilton w prowincji Ontario. Emisja była przeprowadzana na żywo w systemie pay-per-view. Była to dwudziesta czwarta gala w chronologii cyklu In Your House.
Podczas gali odbyło się dwanaście walk, w tym trzy będące częścią niedzielnej tygodniówki Sunday Night Heat. Walką wieczoru był Triple threat match o WWF Championship, w którym The Undertaker i Kane nie mogli wspólnie się przypiąć. Mimo tego obaj przypięli posiadacza mistrzostwa Stone Cold Steve’a Austina, wskutek czego dobę później tytuł został zawieszony. Ponadto The Rock pokonał Kena Shamrocka i Mankinda w Steel Cage matchu stając się pretendentem do tytułu WWF Championship.
| Nr                                                                                            | Wyniki | Stypulacje                                                                                  | Czas  |
| --------------------------------------------------------------------------------------------- | --- | ------------------------------------------------------------------------------------------- | ----- |
| 1H                                                                                            | Golga (z Giant Silvą, Kurrganem i Luną Vachon) pokonał Mosha (z Thrasherem)                                                        | Singles match                                                                               | 02:02 |
| 2H                                                                                            | The Hardy Boyz (Matt i Jeff Hardy) pokonali Kaientai (Funakiego i Men’s Teioha) (z Yamaguchi-san)                                  | Tag team match                                                                              | 03:36 |
| 3H                                                                                            | The Disciples of Apocalypse (8-Ball i Skull) (z Paulem Elleringem) pokonali Billy’ego Gunna                                        | Handicap Match                                                                              | 03:20 |
| 4                                                                                             | Owen Hart pokonał Edge’a | Singles match                                                                               | 09:16 |
| 5                                                                                             | Al Snow i Scorpio pokonali Too Much (Briana Christophera i Scotta Taylora)                                                         | Tag team match                                                                              | 08:03 |
| 6                                                                                             | Marc Mero (z Jacqueline) pokonał Droza                                                                                             | Singles match                                                                               | 05:12 |
| 7                                                                                             | Bradshaw pokonał Vadera | Falls Count Anywhere match                                                                  | 07:56 |
| 8                                                                                             | D’Lo Brown pokonał Gangrela | Singles match                                                                               | 07:46 |
| 9                                                                                             | The Rock pokonał Kena Shamrocka i Mankinda                                                                                         | Steel Cage match wyłaniający pretendenta do WWF Championship                                | 18:49 |
| 10                                                                                            | Val Venis (z Terri Runnels) pokonał Dustina Runnelsa                                                                               | Singles match                                                                               | 09:09 |
| 11                                                                                            | D-Generation X (Billy Gunn, Road Dogg i X-Pac) pokonali Southern Justice (Dennisa Knighta i Marka Canterbury’ego) i Jeffa Jarretta | Six-man tag team match                                                                      | 11:17 |
| 12                                                                                            | The Undertaker i Kane pokonali Stone Cold Steve’a Austina (c)                                                                      | Triple threat match o WWF Championship The Undertaker i Kane nie mogą wspólnie się przypiąć | 22:18 |
| (c) – mistrz/mistrzyni przed walkąH – walka była transmitowana przed PPV na Sunday Night Heat | |                                                                                             |       |

### Judgment Day: In Your House
Judgment Day: In Your House – gala wrestlingu wyprodukowana przez World Wrestling Federation (WWF). Odbyła się 18 października 1998 w Rosemont Horizon w Rosemont w stanie Illinois. Emisja była przeprowadzana na żywo w systemie pay-per-view. Była to dwudziesta piąta gala w chronologii cyklu In Your House, a także pierwsza w chronologii cyklu Judgment Day.
Podczas gali odbyło się trzynaście walk, w tym cztery będące częścią niedzielnej tygodniówki Sunday Night Heat. W walce wieczoru o zawieszony WWF Championship zmierzyli się Kane i The Undertaker, gdzie sędzią specjalnym był Stone Cold Steve Austin, który w przypadku braku wyłonienia nowego mistrza zostałby zwolniony; walka zakończyła się bez rezultatu i Austin został zwolniony przez Mr. McMahona. Ponadto Ken Shamrock obronił WWF Intercontinental Championship pokonując Mankinda.
| Nr                                                                                            | Wyniki | Stypulacje | Czas  |
| --------------------------------------------------------------------------------------------- | --- | --- | ----- |
| 1H                                                                                            | Steve Blackman pokonał Bradshawa | Singles match | 02:58 |
| 2H                                                                                            | The Oddities (Giant Silva, Golga i Kurrgan) (z Luną Vachon, Shaggym 2 Dopem i Violent J'em) pokonali Los Boricuas (Jesusa Castillo, Jose Estradę i Miguela Pereza Juniora) | Tag team match | 02:32 |
| 3H                                                                                            | The Godfather pokonał Faarooqa | Singles match | 01:55 |
| 4H                                                                                            | Scorpio pokonał Jeffa Jarretta | Singles match | 03:42 |
| 5                                                                                             | Al Snow (z Headem) pokonał Marca Mero (z Jacqueline) | Singles match | 07:12 |
| 6                                                                                             | LOD 2000 (Animal, Droz i Hawk) pokonali The Disciples of Apocalypse (8-Balla, Paula Elleringa i Skulla)                                                                    | Six-man tag team match | 05:04 |
| 7                                                                                             | Christian (z Gangrelem) pokonał Takę Michinoku (c) (z Yamaguchi-san) | Singles match o WWF Light Heavyweight Championship | 08:34 |
| 8                                                                                             | Goldust pokonał Val Venisa (z Terri Runnels) | Singles match | 12:05 |
| 9                                                                                             | X-Pac (z Chyną) pokonał D’Lo Browna (c) | Singles match o WWF European Championship | 13:50 |
| 10                                                                                            | The Headbangers (Mosh i Thrasher) pokonali The New Age Outlaws (Billy’ego Gunna i Road Dogga) (c) przez dyskwalifikację                                                    | Tag team match o WWF Tag Team Championship | 14:00 |
| 11                                                                                            | Ken Shamrock (c) pokonał Mankinda | Singles match o WWF Intercontinental Championship | 14:35 |
| 12                                                                                            | Mark Henry pokonał The Rocka | Singles match | 05:06 |
| 13                                                                                            | Kane vs. The Undertaker zakończyło się bez rezultatu | Singles match o zawieszony WWF Championship z sędzią specjalnym Stone Cold Steve’em Austinem Jeśli Austin nie wyłoni nowego mistrza zostanie zwolniony | 17:35 |
| (c) – mistrz/mistrzyni przed walkąH – walka była transmitowana przed PPV na Sunday Night Heat | | |       |

### Rock Bottom: In Your House
Rock Bottom: In Your House – gala wrestlingu wyprodukowana przez World Wrestling Federation (WWF). Odbyła się 13 grudnia 1998 w General Motors Place w Vancouver w Kolumbii Brytyjskiej. Emisja była przeprowadzana na żywo w systemie pay-per-view. Była to dwudziesta szósta gala w chronologii cyklu In Your House. Gala została nazwana na cześć finishera The Rocka „Rock Bottom”.
Podczas gali odbyło się dwanaście walk, w tym cztery będące częścią niedzielnej tygodniówki Sunday Night Heat. W walce wieczoru Stone Cold Steve Austin pokonał The Undertakera w Buried Alive matchu i zdobył miejsce w 1999 Royal Rumble matchu. Oprócz tego Mankind pokonał The Rocka przez nokaut i nie zdobył od niego WWF Championship.
| Nr                                                                                            | Wyniki | Stypulacje                                              | Czas  |
| --------------------------------------------------------------------------------------------- | --- | ------------------------------------------------------- | ----- |
| 1H                                                                                            | Gillberg (c) pokonał Matta Hardy’ego (z Jeffem Hardym)                                                                            | Singles match o WWF Light Heavyweight Championship      | 01:02 |
| 2H                                                                                            | Kevin Quinn pokonał Briana Christophera                                                                                           | Singles match                                           | 02:23 |
| 3H                                                                                            | Triple H (z Billym Gunnerm, Chyną, Road Doggem i X-Pacem) pokonał Droza (z Animalem)                                              | Singles match                                           | 01:37 |
| 4H                                                                                            | The New Age Outlaws (Billy Gunn i Road Dogg) pokonali The Acolytes (Bradshawa i Faarooqa) przez dyskwalifikację                   | Tag team match                                          | 02:00 |
| 5                                                                                             | D’Lo Brown i Mark Henry (z Jacqueline i Terri Runnels) pokonali The Godfathera i Val Venisa                                       | Tag team match                                          | 05:54 |
| 6                                                                                             | The Headbangers (Mosh i Thrasher) pokonali The Oddities (Golgę i Kurrgana) (z Giant Silvą i Luną Vachon)                          | Tag team match                                          | 06:29 |
| 7                                                                                             | Steve Blackman pokonał Owena Harta poprzez wyliczenie pozaringowe                                                                 | Singles match                                           | 10:26 |
| 8                                                                                             | The Brood (Christian, Edge i Gangrel) pokonali The J.O.B. Squad (Al Snowa, Boba Holly’ego i Scorpio)                              | Six-man tag team match                                  | 09:08 |
| 9                                                                                             | Goldust pokonał Jeffa Jarretta (z Debrą) przez dyskwalifikację                                                                    | „Strip Tease” match                                     | 08:06 |
| 10                                                                                            | The New Age Outlaws (Billy Gunn i Road Dogg) (c) pokonali The Corporation (Big Boss Mana i Kena Shamrocka) (z Shawnem Michaelsem) | Tag team match o WWF Tag Team Championship              | 16:10 |
| 11                                                                                            | Mankind pokonał The Rocka (c) (z Mr. McMahonem i Shane’em McMahonem) przez nokaut                                                 | Singles match o WWF Championship                        | 13:35 |
| 12                                                                                            | Stone Cold Steve Austin pokonał The Undertakera (z Paulem Bearerem)                                                               | Buried Alive match o miejsce w 1999 Royal Rumble matchu | 21:33 |
| (c) – mistrz/mistrzyni przed walkąH – walka była transmitowana przed PPV na Sunday Night Heat | |                                                         |       |

### St. Valentine's Day Massacre: In Your House
St. Valentine's Day Massacre: In Your House – gala wrestlingu wyprodukowana przez World Wrestling Federation (WWF). Odbyła się 14 lutego 1999 w The Pyramid w Memphis w stanie Tennessee. Emisja była przeprowadzana na żywo w systemie pay-per-view. Była to dwudziesta siódma i ostatnia gala w chronologii cyklu In Your House.
Podczas gali odbyło się jedenaście walk, w tym w tym jedna nietransmitowana w telewizji oraz dwie będące częścią niedzielnej tygodniówki Sunday Night Heat. Walką wieczoru był Steel Cage match wyłaniający pretendenta do WWF Championship na WrestleManii XV, w którym Stone Cold Steve Austin pokonał Mr. McMahona; podczas walki zadebiutował również Paul „Big Show” Wight. Oprócz tego walka Mankinda i The Rocka w Last Man Standing matchu o WWF Championship zakończyła się bez rezultatu.
| Nr | Wyniki                                                                                        | Stypulacje                                                                          | Czas  |
| --- | --------------------------------------------------------------------------------------------- | ----------------------------------------------------------------------------------- | ----- |
| 1D | Too Much (Brian Christopher i Scott Taylor) pokonali The Hardy Boyz (Jeffa i Matta Hardy’ego) | Tag team match                                                                      | –     |
| 2H | Viscera (z Mideonem) pokonał Testa (z Big Boss Manem) przez dyskwalifikację                   | Singles match                                                                       | 02:20 |
| 3H | Billy Gunn vs. Tiger Ali Singh zakończyło się bez rezultatu                                   | Singles match                                                                       | 00:40 |
| 4 | Goldust pokonał Bluedusta                                                                     | Singles match                                                                       | 03:04 |
| 5 | Bob Holly pokonał Al Snowa                                                                    | Hardcore match o zawieszony WWF Hardcore Championship                               | 09:58 |
| 6 | Big Boss Man pokonał Mideona                                                                  | Singles match                                                                       | 06:19 |
| 7 | Jeff Jarrett i Owen Hart (c) (z Debrą) pokonali D’Lo Browna i Marka Henry’ego (z Ivory)       | Tag team match o WWF Tag Team Championship                                          | 09:33 |
| 8 | Val Venis (z Ryan Shamrock) pokonał Kena Shamrocka (c)                                        | Singles match o WWF Intercontinental Championship z sędzią specjalnym Billym Gunnem | 15:53 |
| 9 | The Corporation (Chyna i Kane) pokonali D-Generation X (Triple H’a i X-Paca)                  | Tag team match                                                                      | 14:46 |
| 10 | Mankind (c) vs. The Rock zakończyło się remisem                                               | Last Man Standing match o WWF Championship                                          | 22:00 |
| 11 | Stone Cold Steve Austin pokonał Mr. McMahona                                                  | Steel Cage match wyłaniający pretendenta do WWF Championship na WrestleManii XV     | 07:56 |
| (c) – mistrz/mistrzyni przed walkąD – walka była dark matchem (nietransmitowana w TV)H – walka była transmitowana przed PPV na Sunday Night Heat |                                                                                               |                                                                                     |       |

### NXT TakeOver: In Your House
W 2020 WWE postanowiło przywrócić galę In Your House, jako nazwa pay-per-view z cyklu NXT: TakeOver. Wydarzenie odbyło się 7 czerwca 2020, wyłącznie dla brandu NXT. W 2021 roku WWE ogłosiło następne TakeOver, z cyklu In Your House, które odbyło się 13 czerwca 2021. Z kolei wydarzenie 2022 odbyło się bez brandingu TakeOver i było emitowane tylko na platformach transmisji na żywo WWE, ponieważ gale NXT przestały być w tym roku nadawane w tradycyjnym systemie pay-per-view. Była to ostatnia gala z tego cyklu.